# Brastavățu (gmina)
Brastavățu – gmina w Rumunii, w okręgu Aluta. Obejmuje miejscowości Brastavățu i Crușovu. W 2011 roku liczyła 4830 mieszkańców.